# Новопазарски записи Сима Будманија
Новопазарски записи Сима Будманија, у облику који имају сада, представљају скуп разноврсне грађе, а не јединствено дело. Та грађа је претежно лексикографска. Почетни њихов део заузима италијанско-српски речник, са преко шест стотина педесет речи и више од шездесет реченица. Неке речи српског језика Будмани је слушао од Дубровачких трговаца у Новом Пазару и прибележио их је у облицима које су оне добиле у Дубровнику.
Речи које је Симо Будмани забележио у Новом Пазару 1734. године задржале су свој неоспоран значај за историју српскога језика и за српску лексикографију нарочито.
Будманијеви саговорници, чију је реч он ослушкивао и записивао, били су српски домороци Новога Пазара. У више махова он њих и изричито назива Србима: када доноси њихову жалбу над тегобним животом у ропству (итал. Lamenti di Serviani suditi de' Turchi), када саопштава њихове изјаве саучешћа у невољама (итал. Condoglienze Serviane) или када у перо хвата како узвраћају на турске погрде управљене њиховим свецима (итал. Quand'o i Turchi biasimano a i Serviani i loro santi, rispondono).
У своје записе унео је изреку која је настала међу обесправљеним Србима онога времена: Бог је дао Турцима царство, Латинима мудрост, а Власима да није шума празна.